# Acraea kibi
Acraea kibi är en fjärilsart som beskrevs av Usher. Acraea kibi ingår i släktet Acraea och familjen praktfjärilar. Inga underarter finns listade i Catalogue of Life.